# Dorothée danseuse de corde
Dorothée danseuse de corde est un roman d'aventures de Maurice Leblanc, paru d’abord en 48 feuilletons dans Le Journal, entre le 28 janvier et le 16 mars 1923 ;  puis, pour la première fois, en un volume in-12, chez Laffite, en août 1923. Le roman fut adapté en série télévisée en 1983, avec Fanny Bastien dans le rôle-titre.

## Résumé
Au lendemain de la Première Guerre mondiale, les jeunes protagonistes forment la petite troupe d'un cirque ambulant, qui habite une roulotte et vivote tant bien que mal. Cette troupe compte une jolie jeune fille, Dorothée, danseuse de corde, bien sûr, mais aussi, à l’occasion, diseuse de bonne aventure ou voyante extra-lucide, et quatre jeunes garçons qu’elle a recueillis et qu’elle éduque comme elle peut : Montfaucon, d’une huitaine d’années, Castor et Pollux  qui ont « vingt ans à eux deux » et un plus grand, Saint-Quentin, âgé de 16 ans à peine. Tous les cinq sont orphelins de guerre et sans lien de parenté.
Dès le début du récit, on trouve nos jeunes héros aux alentours du château de Roborey, du domaine de la famille du comte de Chagny. Vieux de plusieurs siècles, le château a été récemment restauré par le comte Octave  - il est situé par le romancier dans l’Orne, près de Domfront.
Roborey, un nom qui a bouleversé et intrigué Dorothée, car il est le dernier mot sorti plusieurs fois, pendant son agonie, de la bouche de son père, blessé mortellement au combat. Mais Roborey est aussi un nom qui semble venir du latin « roboreus » (relatif au chêne). L’énigme du présent récit, qui sonne comme une devise, « In robore fortuna », est d'ailleurs la première des quatre énigmes gravées du miroir de Cagliostro (voir La comtesse de Cagliostro).
Une légende dit que le château de Roborey cache un trésor fantastique. Et si les châtelains paraissent fortement intéressés par sa découverte, Dorothée a observé que tout indique qu’à leur insu, plusieurs personnes le cherchent déjà et s’activent à des fouilles discrètes. La course au trésor est commencée…

## Analyse
Comme le dit Francis Lacassin, Dorothée est un de ces personnages qui permettent, dans des récits parallèles, de prolonger la carrière de son héros Arsène Lupin : « Un roman sur lequel l'ombre de Lupin ne cesse de planer ; le gentleman cambrioleur observant, de la coulisse, Dorothée résoudre la première des quatre énigmes de Cagliostro [...] ». Cette fois, c'est un avatar en jupon, qui a la gaieté, l'intuition, la perspicacité, la générosité et l'esprit d'indépendance du célèbre aventurier.

## Jeu-concours
À l'occasion de la parution du roman-feuilleton, Le Journal avait organisé un jeu-concours. Il s'agissait de collectionner les dix portraits publiés du 4 février au 13 février 1923 et de répondre à dix questions sur le roman. Le résultat fut annoncé le 25 mars 1923.

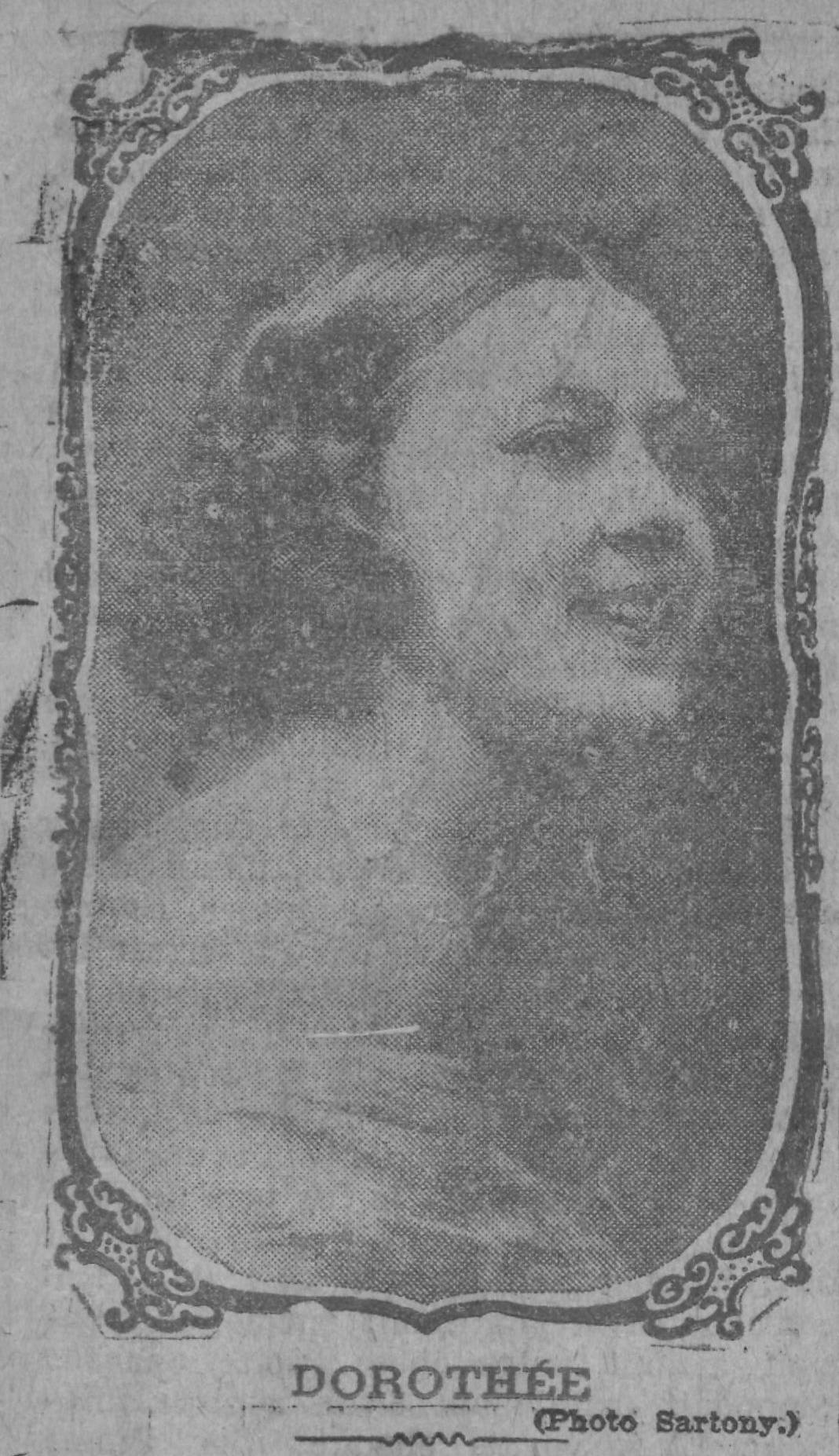
Dorothée
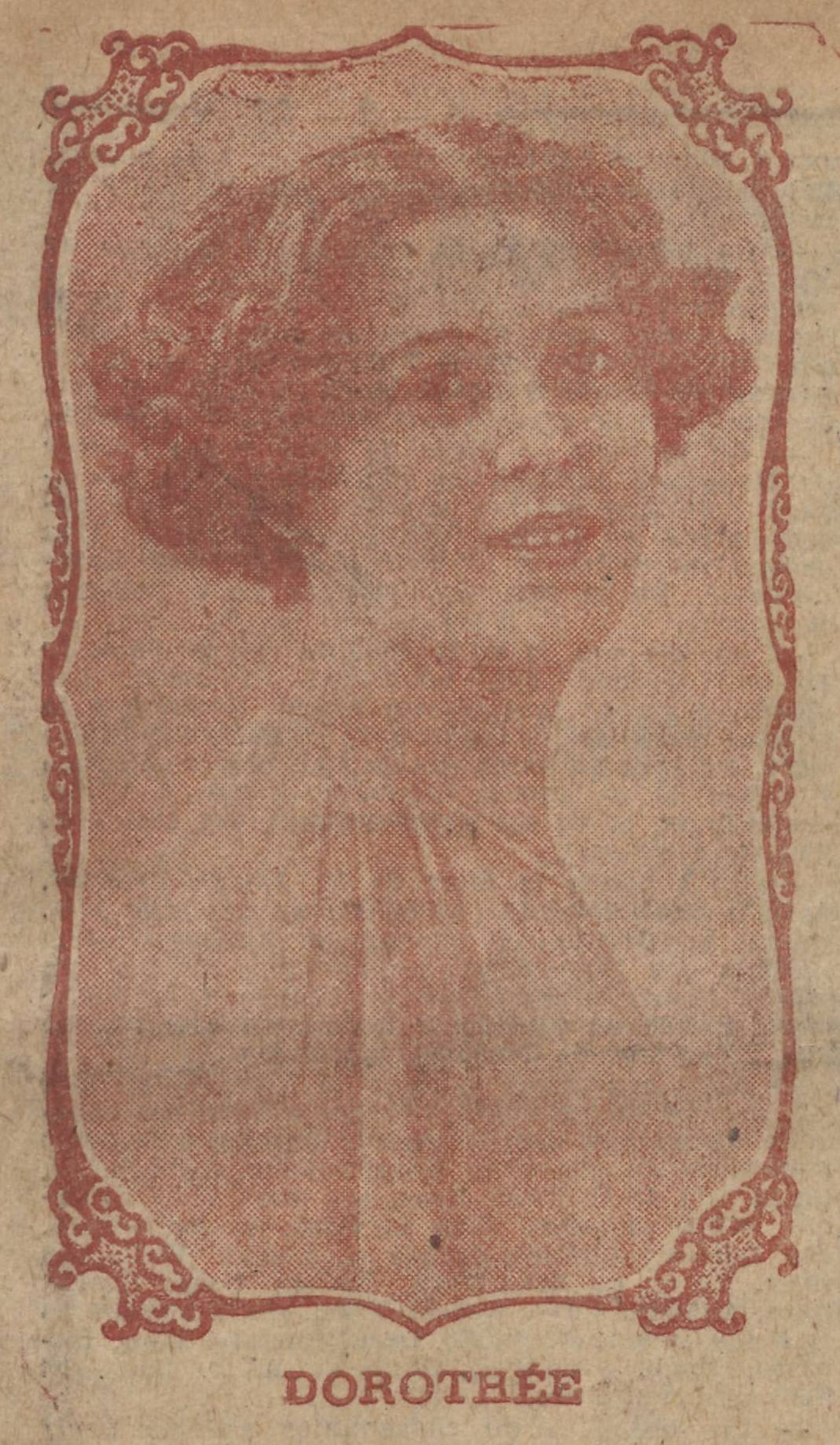
Dorothée
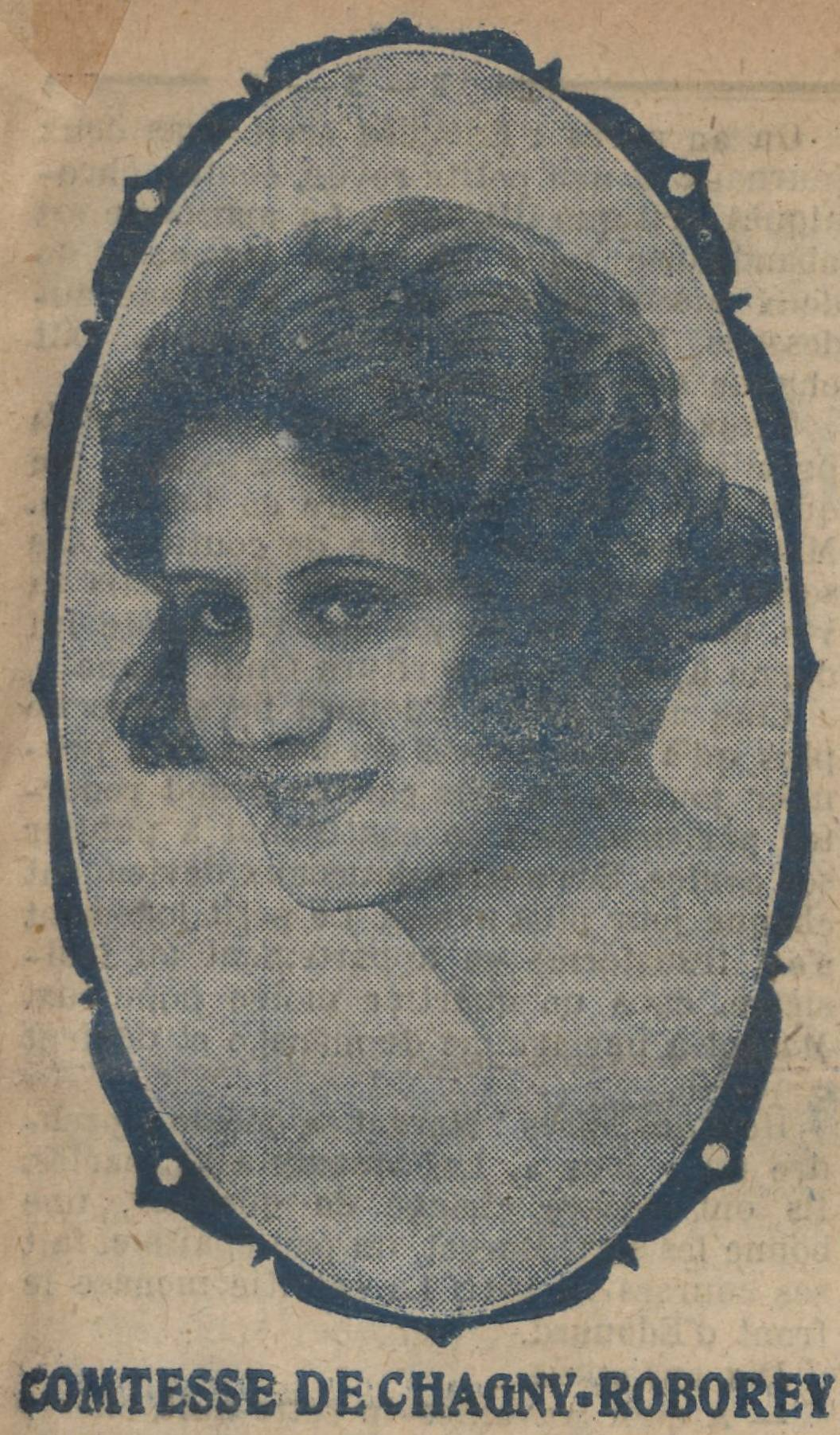
Comtesse de Chagny-Roborey
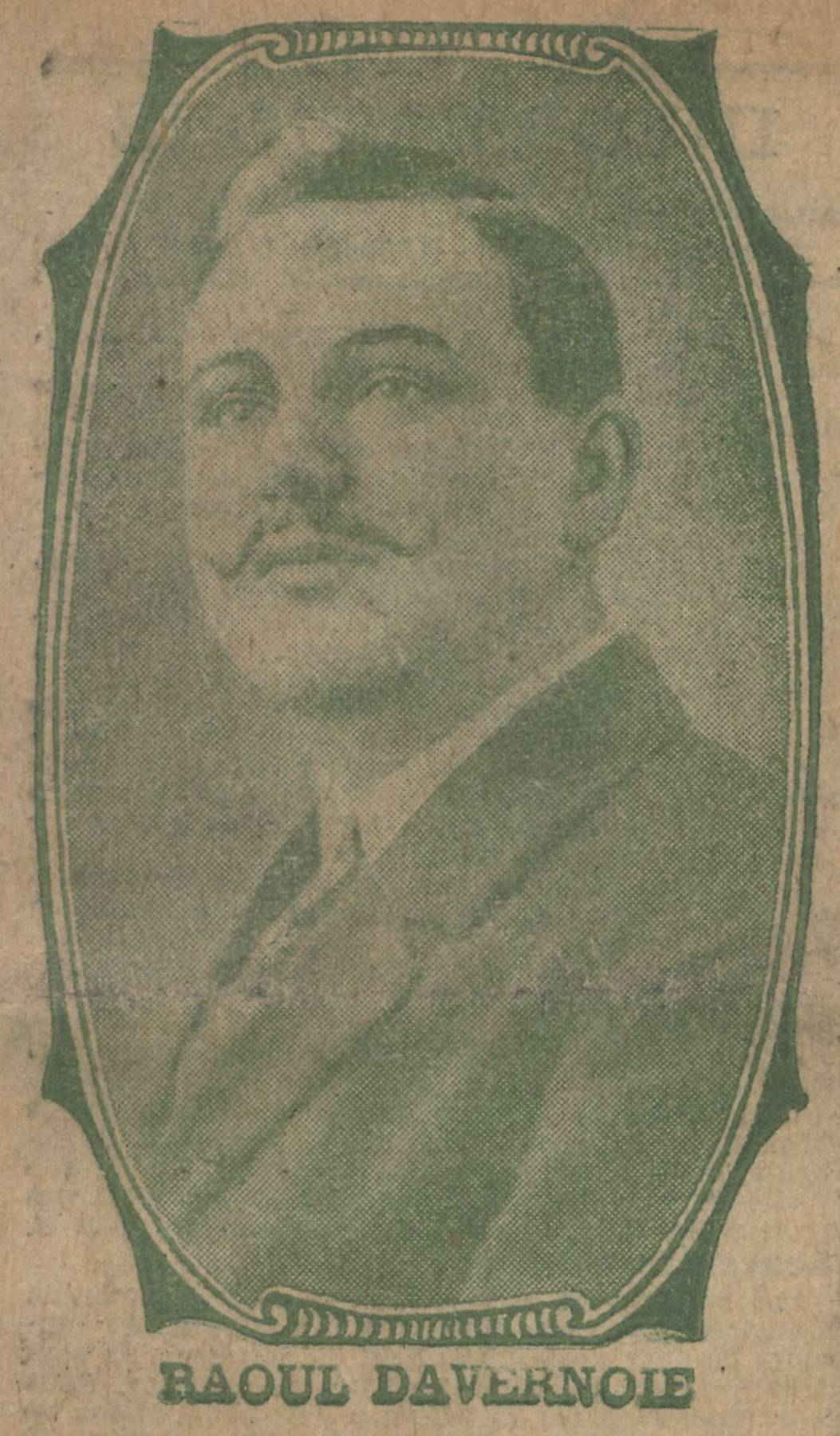
Raoul Davernoie
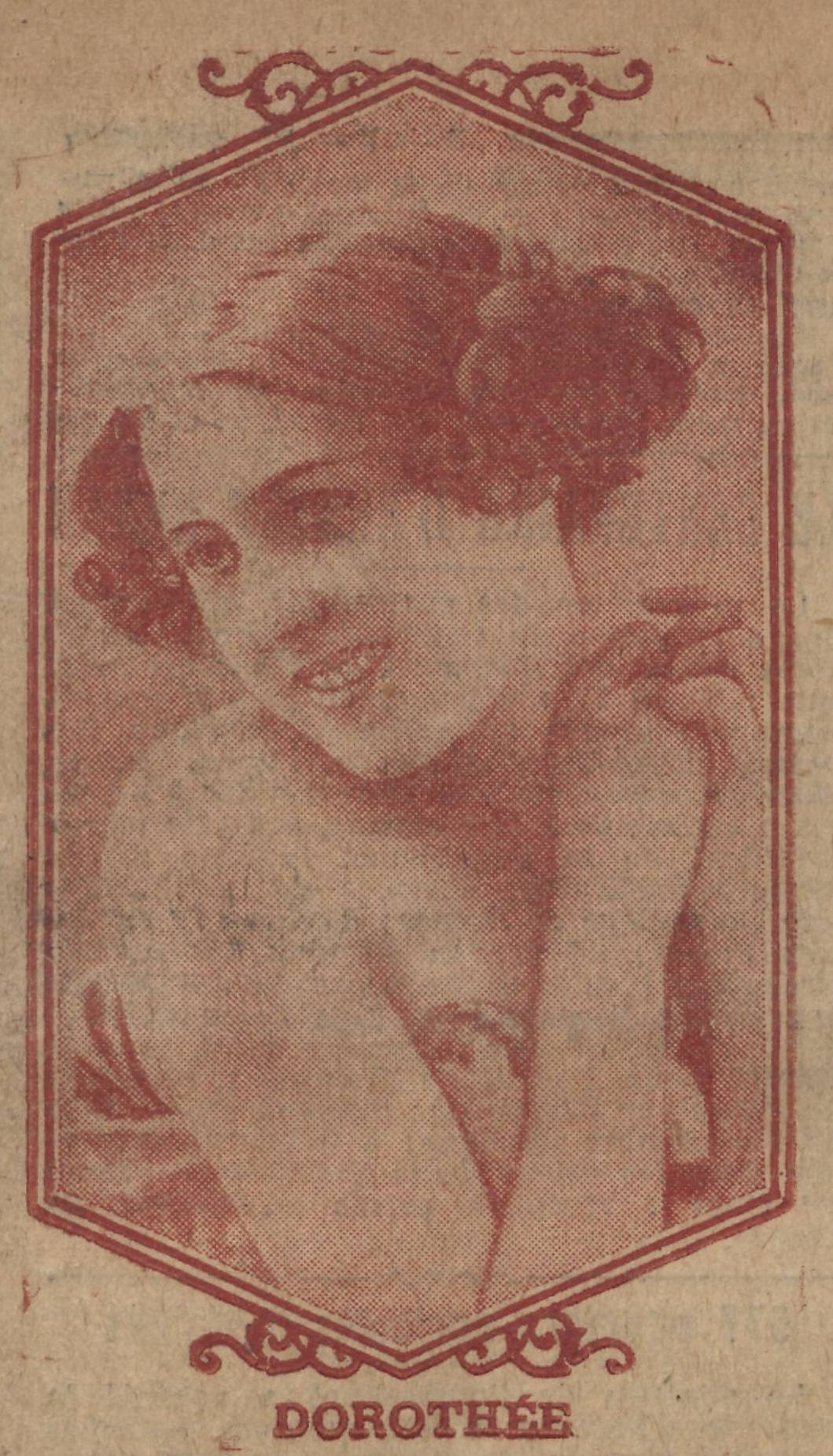
Dorothée
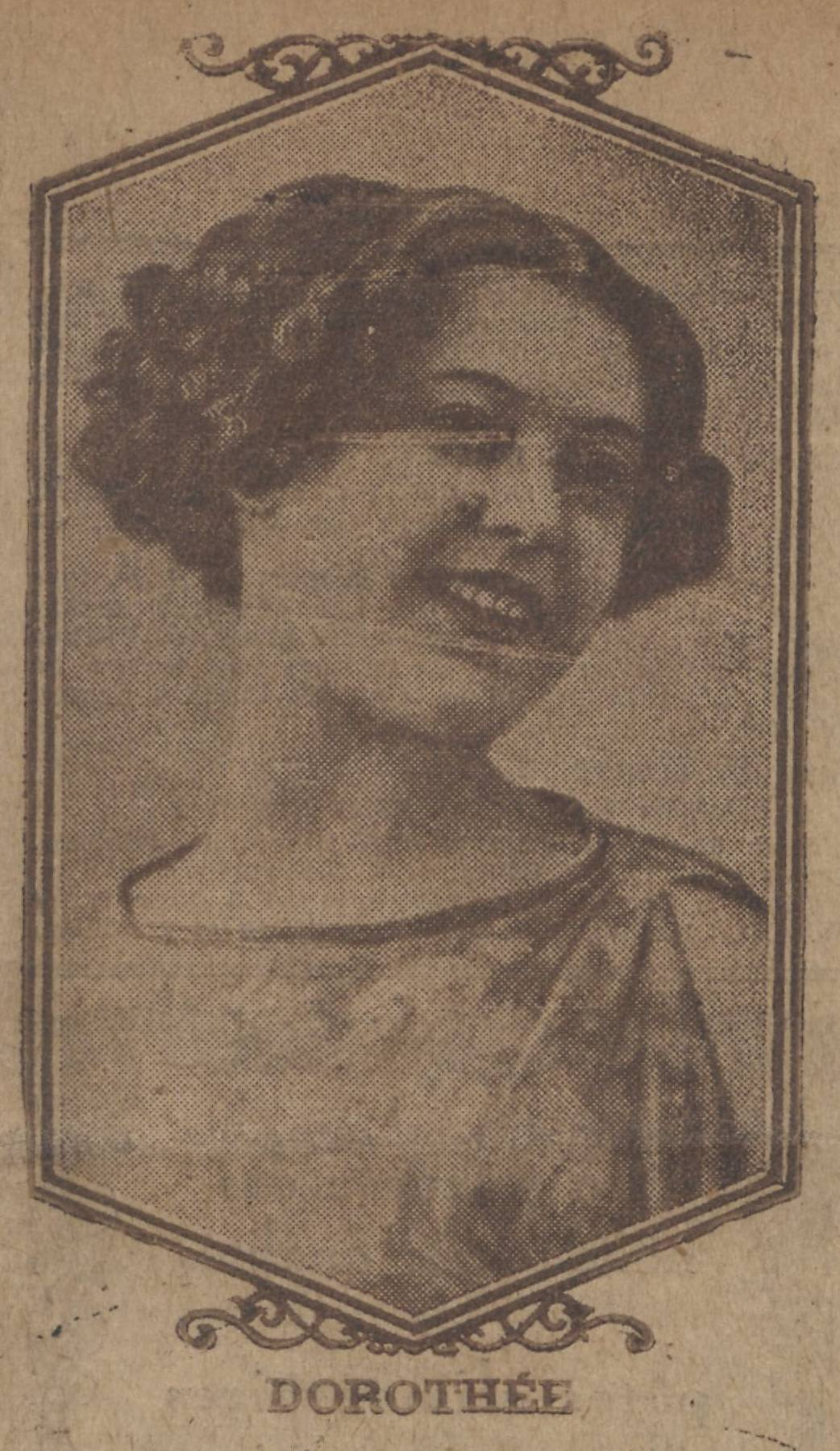
Dorothée
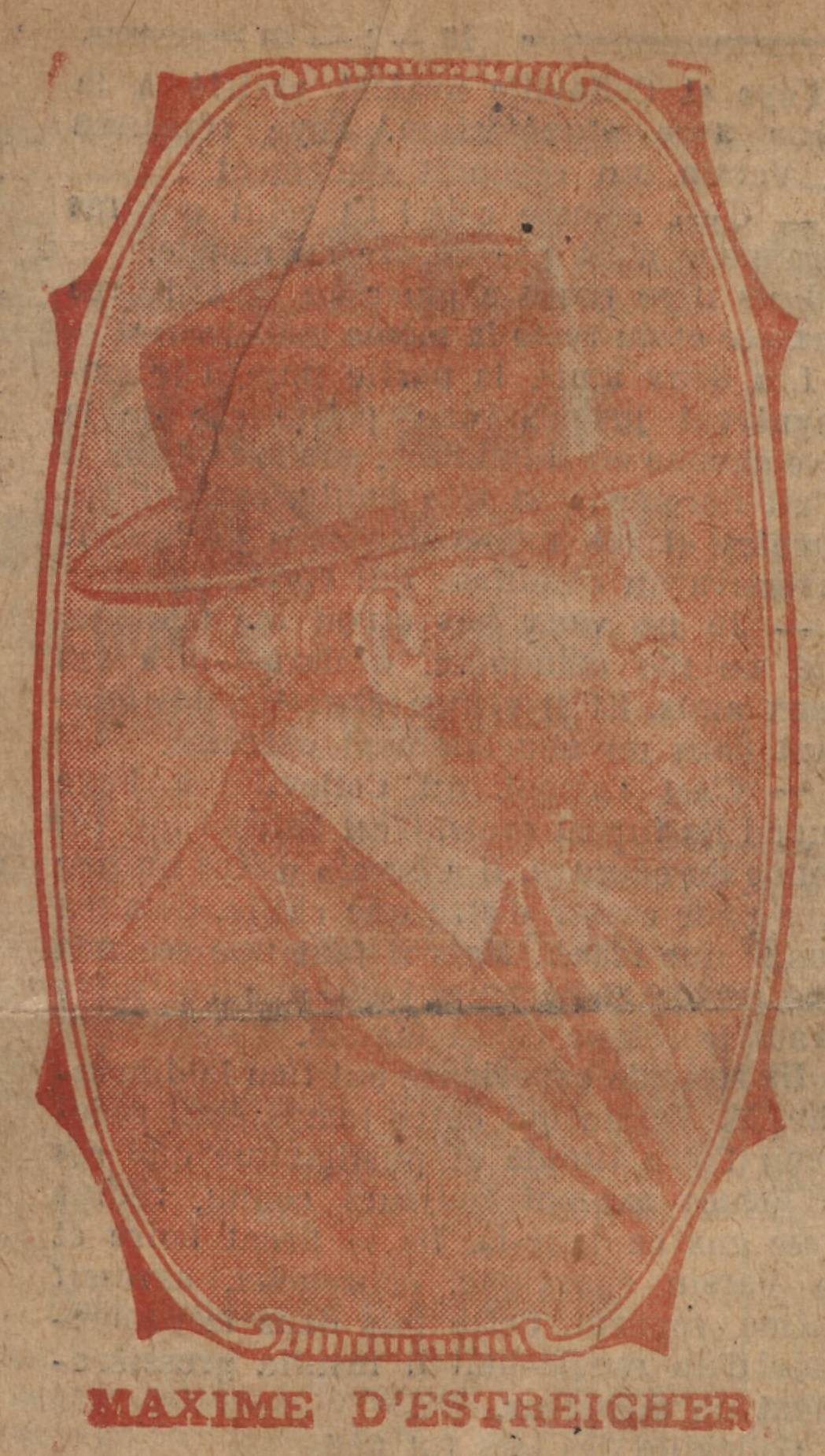
Maxime d'Estreicher
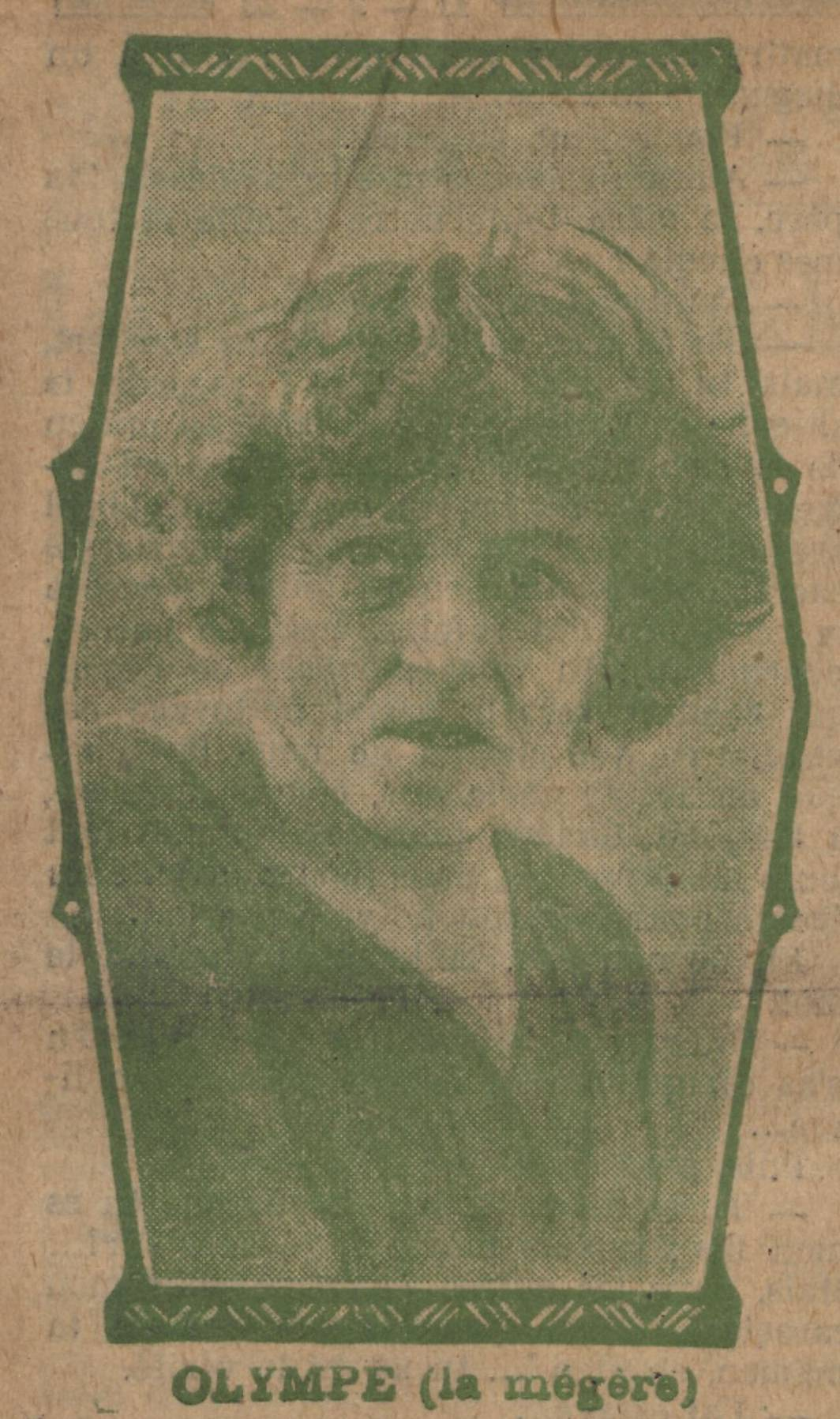
Olympe (la mégère)
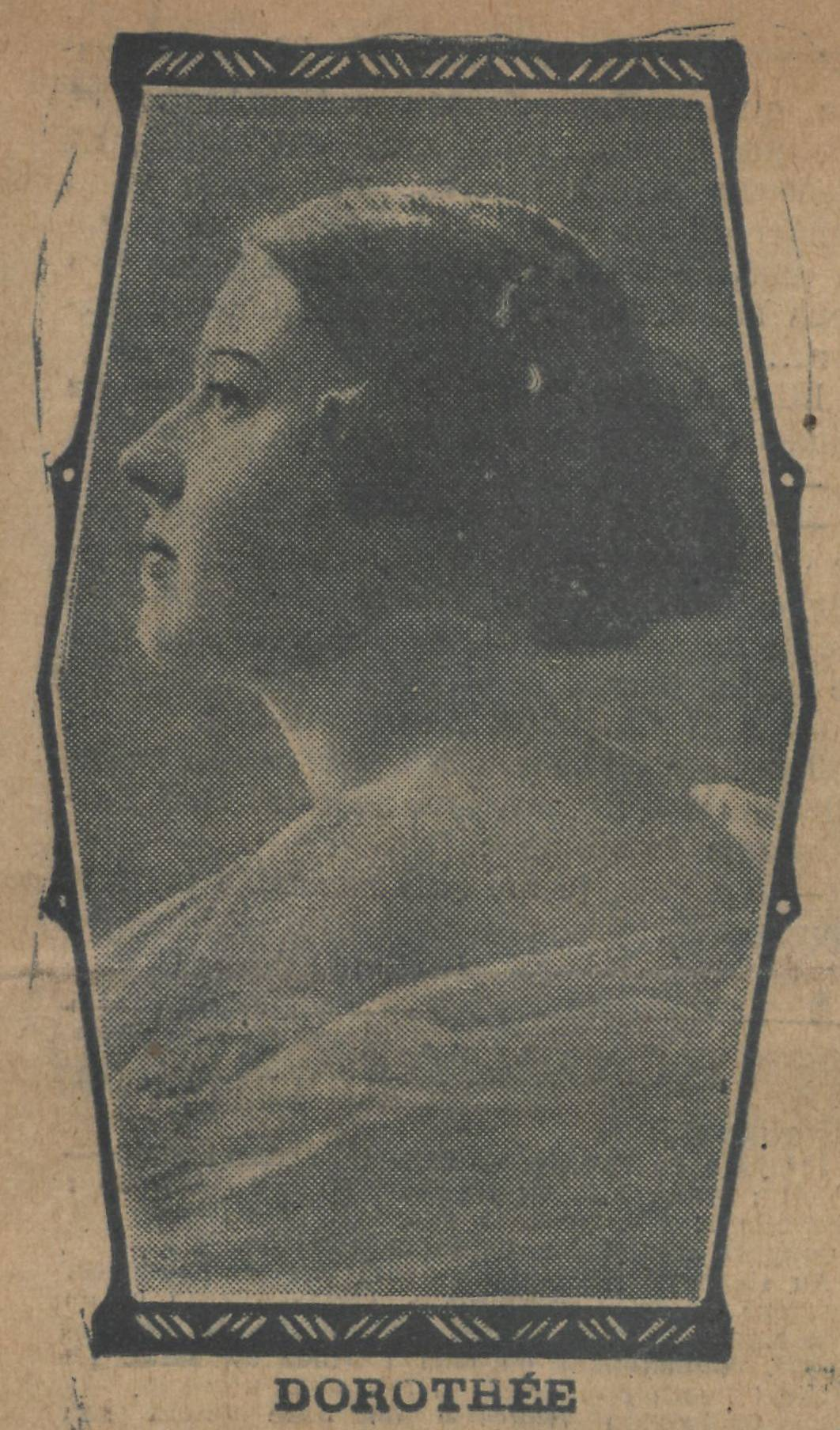
Dorothée
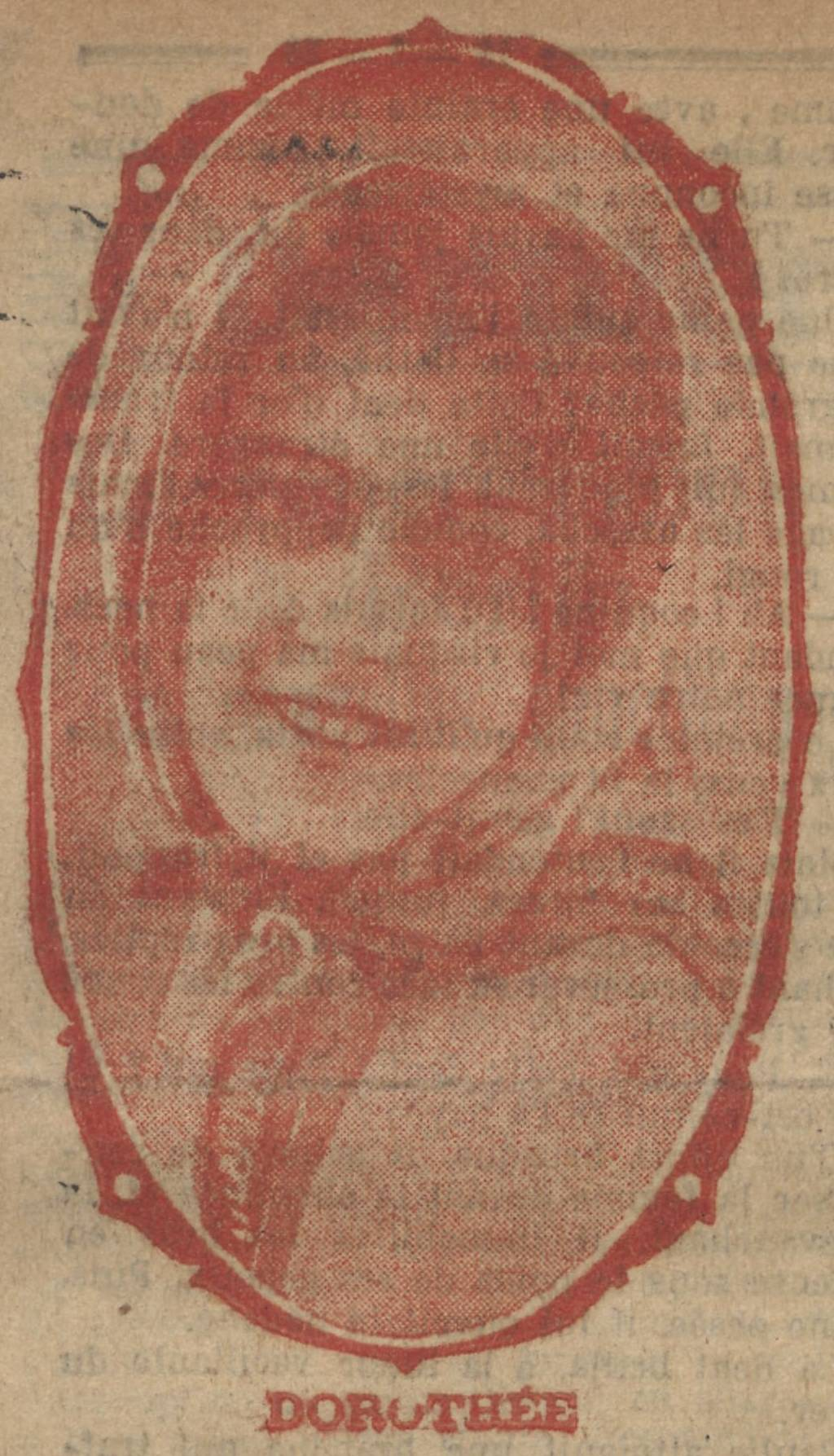
Dorothée

## Adaptation
1983 : Dorothée, danseuse de corde, téléfilm en trois parties, réalisé par Jacques Fansten avec Fanny Bastien et Macha Méril.
- L'Assassin du prince d'Argonne - 21/12/1983 - 96 min
- In Robore fortuna - 22/12/1983 - 91 min
- Le Testament du marquis de Beaugreval - 28/12/1983 - 96 min